# 애드미럴티 제도

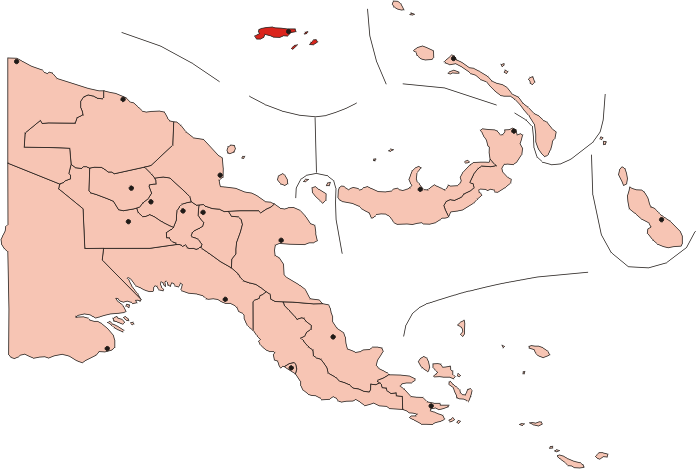
애드미럴티 제도의 위치

애드미럴티 제도(Admiralty Islands)는 태평양 남서부에 위치한 제도로, 비스마르크 제도에 속하며 뉴기니섬 바다 북동쪽에 위치한다. 가장 큰 마누스섬을 비롯하여 23개 화산섬, 산호섬을 포함하며, 면적은 2,072km2, 인구는 약 28,000명이다. 행정 구역상으로는 마누스주에 속한다. 섬 대부분은 우림으로 뒤덮여 있고 최고점은 해발 914m이며 환초 지대에는 사람이 살고 있지 않다. 최고 기온은 30–32 °C(86–90 °F), 야간 기온은 20–24 °C(68–75 °F)이며 연평균 강수량은 3,382mm이다. 주요 산업은 진주 채집과 코코야자 재배이다.